# Space Jam
Space Jam er en amerikansk animeret spillefilm fra 1996, som blander virkelige optagelser med tegnefilm. En sequel vil blive udgivet i 16. juli 2021, hvor LeBron James er hovedperson.

## Plot
Snurre Snup og resten af Looney Tunes-slænget bliver truet af fem miniature rumvæsener. Disse rumvæsener vil tage alle Looney Tunes-figurene til fange som slaver og anvende dem som underholdningsstatister i en forlystelsespark, som er i det ydre rum. Rumvæsenerne i sig selv er ikke ondsindede, da det er deres chef og ejer af forlystelsesparken, som har sendt den på denne mission.
Naturligvis giver Looney Tunes-slænget ikke så let op, og udfordrer derfor rumvæsenerne til en basketball-kamp. De fem rumvæsener ser muligheder og stjæler via. en magisk basketball evnerne hos fem NBA-spillere. Rumvæsenerne bliver 3 meter høje og er ikke til at stoppe, nu hvor de har fået utrolig styrke og derfor større chance for at vinde. Looney Tunes opsøger derfor Michael Jordan, - den verdenskendte og professionelle NBA spiller - da de skal have assistance for at kunne vinde kampen.

## Info
- Skrevet af: Leo Benvenuti, Steve Rudnick og Timothy Harris
- Musik: James Newton Howard
- Udgivet af: Warner Bros.
- Udgivelsesdato: 15. november 1996 (USA)
- Længde: 87 minutter
- Budget: $80,000,000 US

## Danske stemmer
- Michael Jordan – Stig Hoffmeyer[kilde mangler]
- Stan Podolak – Kjeld Nørgaard[kilde mangler]
- Bill Murray - Thomas Mørk
- Michael som Dreng - Mathias Klenske
- Hr. Jordan - Nis Bank-Mikkelsen
- Juanita Jordan - Vibeke Dueholm
- Jeffrey - Mathias Klenske
- Jasmine - Marie Norup Roupe
- Skåpone - Michelle Bjørn-Andersen
- Charles Barkley - Peter Zhelder
- Bradley - Peter Aude
- Ewing - Dennis Hansen
- Johnson - Lasse Lunderskov
- Mugsy Bogues - Henrik Koefoed
- Ahmad Rashad - Henrik Koefoed

Looney Tunes & Monstars
- Dennis Hansen – Snurre Snup
- Henrik Koefoed – Daffy
- Marie Schjeldal – Lola
- Peter Zhelder – Sylvester

- Vibeke Dueholm – Pip
- Thomas Mørk – Pepé Le Puh
- Lars Thiesgaard – Taz
- Dennis Hansen – Pelle Gris
- Ole Fick – Onkel Hans
- Lasse Lunderskov – Elmer Fjot
- Nis Bank-Mikkelsen – Horno Livorno
- Vibeke Dueholm – Bedste
- Lars Thiesgaard – Marvin

- Lars Thiesgaard – Swackhammer
- Vibeke Dueholm – Nerdluck Zilch
- Vibeke Dueholm – Nerdluck Void
- Marie Schjeldal – Nerdluck Null
- Michelle Bjørn-Andersen – Nerdluck Nada
- Vibeke Dueholm – Nerdluck Bupkis

- Nis Bank-Mikkelsen – Monstar Zilch
- Peter Aude – Monstar Void
- Nis Bank-Mikkelsen – Monstar Null
- Peter Aude – Monstar Nada
- Dennis Hansen – Monstar Bupkis